# Brummen

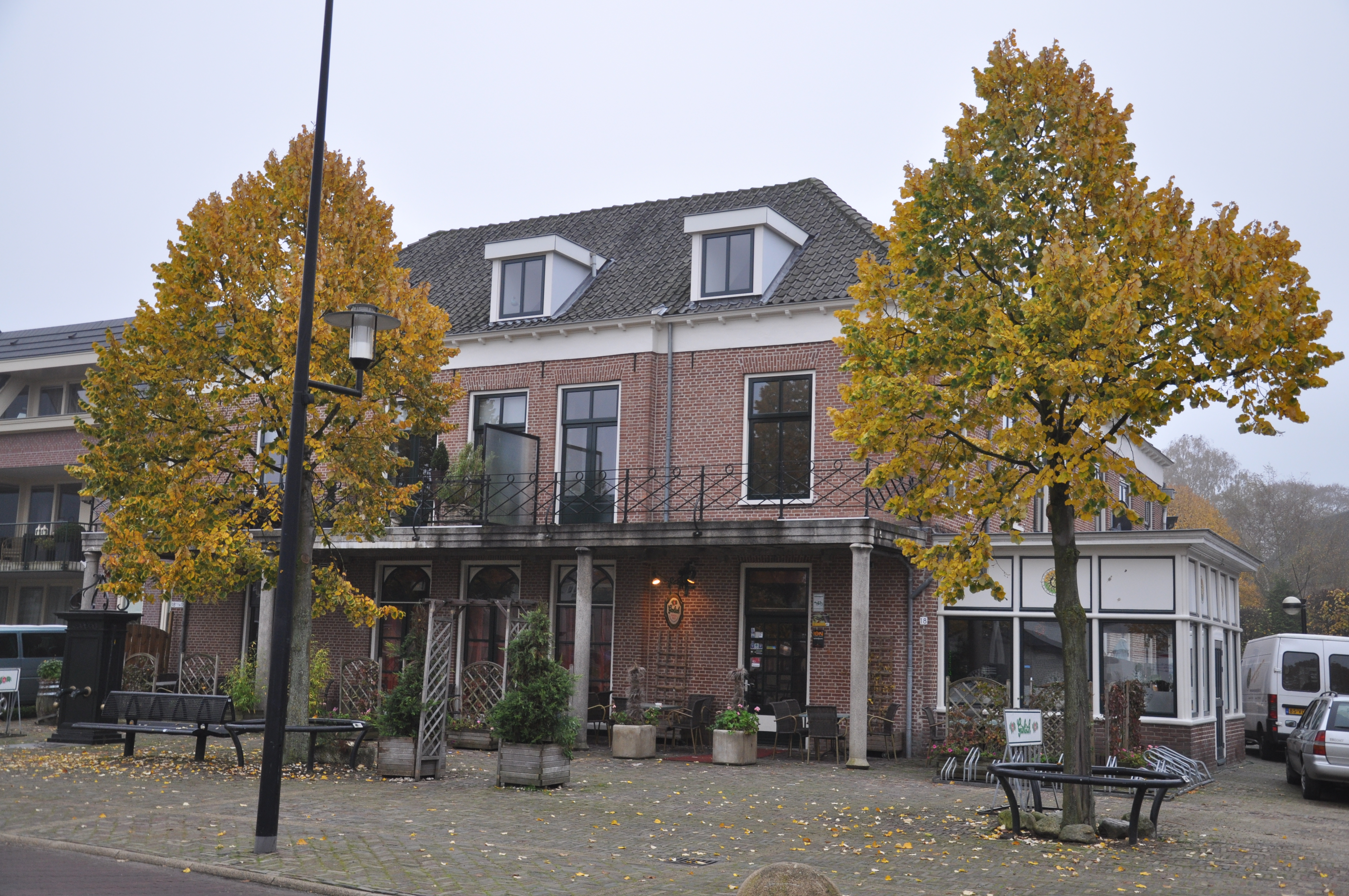
Torget i Brummen.

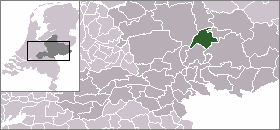
Brummens läge

Brummen är en kommun i provinsen Gelderland i Nederländerna. Kommunens totala area är 85,10 km² (där 1,09 km² är vatten) och invånarantalet är på 21 400 invånare (2005).